# Roberto Ganz (1986)
Roberto Ganz (Cavalese, 14 febbraio 1986) è un ex hockeista su ghiaccio italiano.
Ha esordito in serie A nella stagione 2003-2004 con l'SHC Fassa, nelle cui giovanili militava. Con la squadra di Cavalese ha giocato fino al 2008 (con una sola parentesi, durata una partita, con l'HC Gherdëina in serie A2 nel 2006-2007), raccogliendo un totale di 89 presenze nel massimo campionato.
Si è poi accasato per una stagione (2008-2009) all'HC Fiemme, nella prima divisione della serie C Under 26. La squadra retrocesse dopo lo spareggio con l'HC Trento, squadra con cui si è accasato dalla stagione successiva.